# Clytia latitheca
Clytia latitheca is een hydroïdpoliep uit de familie Campanulariidae. De poliep komt uit het geslacht Clytia. Clytia latitheca werd in 1973 voor het eerst wetenschappelijk beschreven door Millard & Bouillon. 